# Frei Heitor Pinto
Frei Heitor Pinto foi um frade jerónimo natural da Covilhã, Portugal.
Nos seus trabalhos escritos nota-se o desenvolvimento do patriotismo português.

## Biografia
Jovem ainda, inclinou-se para as ciências filosóficas. 
Em 1561 foi nomeado reitor do Colégio de Coimbra. Em 1567 partiu para a Universidade de Salamanca onde teve muito sucesso junto dos alunos, mas, por disputas académicas nunca conseguiu lá uma cadeira.
Depois foi prior do Mosteiro dos Jerónimos, em Belém (Lisboa), e a seguir, em 1571, é já o Provincial da mesma ordem. E em 1575 torna-se professor da cátedra da Sagrada Escritura na Universidade de Coimbra. Ele pertenceu à Ordem de S. Jerônimo. 
Escreveu Imagem da Vida Cristã, um livro famoso, onde exprime admiração à grandeza de Deus: «Ninguém é bom senão Deus. Assim como o centro é um indivisível, e está no meio e dele saem as linhas para a circunferência, assim Deus é uma unidade simplicíssima, um ato puríssimo, que está em todas as coisas, do qual procedem os raios de formosura das criaturas. Ele está dentro em nós, e é fonte de todo o ser sendo mesmo nosso ser, mais íntimo a nós que nós.» 
A obra compõe-se de diálogos que revelam um profundo saber clássico. As comparações são numerosas, valendo como argumento. Frei Heitor quer que o homem se conheça a si mesmo para vencer as suas paixões e arrancar do imo do ser o vício. A conversa não possui muita naturalidade e os interlocutores só se afastam um do outro porque findou-se o dia. Desencadeou uma tremenda ofensiva contra o mal e foi ardoroso paladino da causa de Deus. Opôs-se ao materialismo e demonstrou apaixonado misticismo, fugindo sempre das coisas sensoriais e entregando-se à meditação. Antegoza os prazeres do céu e só pensa na bem-aventurança divina.
Foi exilado por ordem de D. Filipe I de Portugal (II de Espanha) num mosteiro da sua Ordem, em Toledo, por defender as pretensões de D. António, Prior do Crato, à Coroa Portuguesa. Consta-se que terá dito "Pode El-Rei Filipe meter-me em Castela, mas meter Castela em mim é impossível".
Tem um Largo Frei Heitor Pinto com o seu nome em Lisboa, bem como uma escola secundária na Covilhã.